# The Devil's Holiday

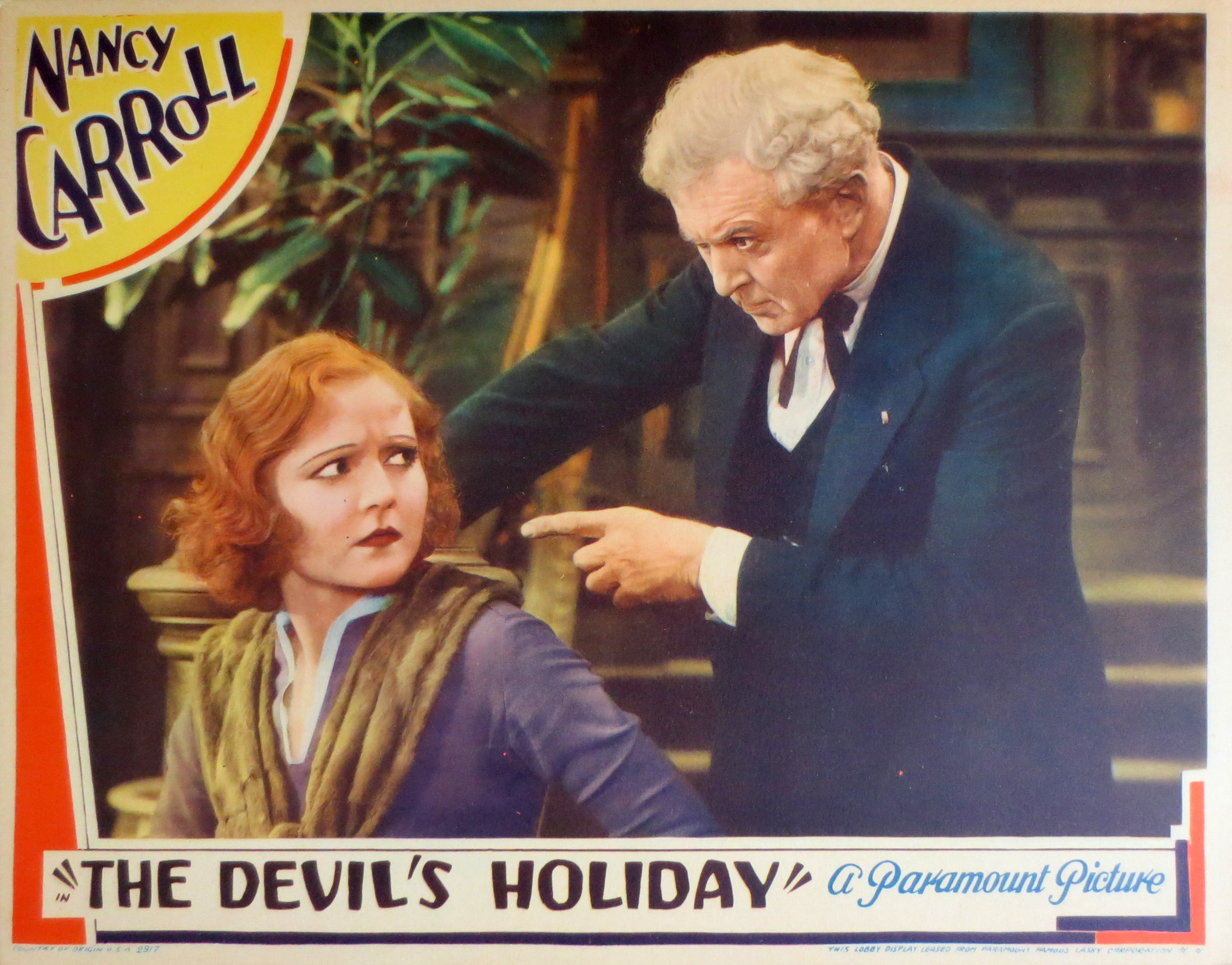
Lobby

The Devil's Holiday (bra Noivado de Ambição) é um filme estadunidense de 1930, do gênero drama romântico, escrito e dirigido por Edmund Goulding.
Segundo o historiador John Douglas Eames, trata-se de uma produção com "um enredo batido transformado em alguma coisa especial graças ao luminoso desempenho de Nancy Carroll

## Sinopse
O único desejo da manicure Hallie Hobart (Nancy Carroll) é arrumar um marido rico, até que acaba conhecendo o aristocrata David Stone, com quem se casa. A família é contra, mas ela resiste.

## Elenco
| Ator/Atriz      | Personagem     | Dubladores                |
| --------------- | -------------- | ------------------------- |
| Nancy Carroll   | Hallie Hobart  | Abigail Parecis           |
| Philips Holmes  | David Stone    | Henrique de Almeida Filho |
| James Kirkwood  | Mark Stone     | ?                         |
| Hobart Bosworth | Ezra Stone     | ?                         |
| Ned Sparks      | Charlie Thorne | ?                         |
| Paul Lukas      | Dr. Reynolds   | ?                         |
| Zasu Pitts      | Ethel          | ?                         |

## Principais prêmios e indicações
| Prêmio     | Categoria    | Recipiente    | Resultado |
| ---------- | ------------ | ------------- | --------- |
| Oscar 1930 | Melhor atriz | Nancy Carroll | Indicado  |